# Conservatorio Giuseppe Verdi (Torino)
Il Conservatorio Statale di Musica Giuseppe Verdi di Torino è un'istituzione di alta formazione, di specializzazione di perfezionamento e di ricerca nel settore artistico e musicale e svolge correlate attività di produzione.
Si trova in Piazza Giambattista Bodoni, nel sotto-quartiere Borgo Nuovo (Centro storico).

## Storia
L'edificio in stile neo-barocco che ospita il conservatorio fu costruito nel 1928 come liceo musicale su progetto dell'ufficio tecnico comunale dell'architetto Giovanni Battista Ricci, nell'area precedentemente occupata da un mercato coperto.
Il Regio conservatorio di musica "Giuseppe Verdi" di Torino fu costituito il 13 febbraio 1936 quando il preesistente Istituto musicale "Giuseppe Verdi", nato nel 1866 come Istituto musicale della Città di Torino, fu elevato al rango di scuola abilitata a rilasciare titoli ufficiali di diploma nella professione musicale. A differenza dello stile classico della facciata, l'interno dell'edificio è caratterizzato da decorazioni tendenti al liberty. La sala concerti è munita di un organo da concerto inaugurato il 10 maggio 1933. Dopo un incendio nel 1984 la sala è stata chiusa per molti anni, l'ultimo restauro risale al 2006.

## Direttori
- Carlo Pedrotti dal 1868
- Carlo Fassò dal 1882
- Giovanni Bolzoni dal 1889
- Federico Collino dal 1918
- Franco Alfano dal 1923
- Lodovico Rocca dal 1940
- Sandro Fuga al 1966
- Felice Quaranta dal 1977
- Giorgio Ferrari dal 1978
- Luciano Fornero dal 1994
- Maria Luisa Pacciani dal 2006
- Vito Maggiolino dal 2012
- Marco Zuccarini dal 2015
- Francesco Pennarola dal 2020